# Piazza Regina Margherita
Piazza Regina Margherita è una piazza dell'Aquila. Situata lungo corso Vittorio Emanuele, nel quarto di Santa Maria, è caratterizzata dalla presenza della fontana del Nettuno.

## Storia
L'incrocio tra corso Vittorio Emanuele e l'asse decumanico di via Garibaldi rivestì una notevole importanza sin dal periodo immediatamente successivo alla fondazione dell'Aquila; tuttavia, l'attuale conformazione della piazza si sviluppò solamente a partire dal XVIII secolo, periodo cui si riferisce la realizzazione dei circostanti palazzi Gentile, Mannetti e Paone Tatozzi oltre che il rifacimento del palazzo Lucentini Bonanni.
La piazza venne poi rinnovata in seguito all'Unità d'Italia, allorché — conseguentemente alla demolizione della chiesa di San Francesco in piazza del Palazzo, decisa nel 1876 ed effettuata nel 1878, per permettere l'edificazione del palazzo del Convitto — si decise di utilizzare alcune pietre del demolito complesso francescano per la sistemazione dei cantonali dell'incrocio. Inoltre, nel 1880, parte del paramento murario della chiesa fu ricollocato sul fronte orientale della piazza che, nello stesso anno, fu intitolata a Margherita di Savoia in occasione di una sua visita in città insieme al re Umberto I.
Nel gennaio dell'anno seguente, all'interno del prospetto ricostruito, fu apposta la Fontana del Nettuno, in seguito restaurata tra il 1989 e il 1991. Una definitiva modifica si realizzò nel 1933 quando palazzo Lucentini Bonanni fu tagliato per permettere l'allargamento di corso Vittorio Emanuele, originariamente denominato «via del Picchio» in quel punto.
Insieme al vicino largo Tunisia, la piazza è stata al centro di un progetto di riqualificazione, finanziato mediante erogazioni liberali, con i lavori partiti nel dicembre del 2021 e terminati nel maggio del 2022.

## Descrizione
La piazza è situata nel quarto di Santa Maria, all'interno del locale di Navelli secondo la storica suddivisione legata alla fondazione della città. Si presenta di forma quadrangolare, parzialmente alberata, e costituisce un angolo dell'incrocio tra il cardo di corso Vittorio Emanuele e il decumano di via Castello e via Garibaldi.

### Monumenti e luoghi d'interesse
Fontana del NettunoFu realizzata nel 1881 ad abbellimento del monumentale prospetto bicromatico, in pietra bianca e rosa, edificato l'anno precedente con materiale di recupero della chiesa di San Francesco a Palazzo. La fontana è stata oggetto di restauro tra il 1989 ed il 1991.
Palazzo Lucentini BonanniÈ la principale architettura sulla piazza e fu edificata nel XVI secolo ad opera della famiglia Lucentini. Rinnovata in seguito al terremoto dell'Aquila del 1703, passò alla famiglia Pietrucci e poi ai Bonanni, baroni di Ocre. Nel 1933, l'ala occidentale fu radicalmente modificata per permettere l'allargamento del corso Vittorio Emanuele.